# André Brink
Pour les articles homonymes, voir Brink (homonymie).
Œuvres principales
Une saison blanche et sèche, prix Médicis étranger 1980
André Brink (né le 29 mai 1935 à Vrede et mort le 6 février 2015) est un écrivain sud-africain d'expressions afrikaans et anglaise. En 1980, il obtient le prix Médicis étranger pour son roman Une saison blanche et sèche.

## Biographie
André Philippus Brink est né dans une famille afrikaner descendant de colons boers, présents en Afrique depuis trois siècles. Son père était magistrat et sa mère institutrice.
Il effectue la première partie de ses études supérieures (1953-1959) à l'université de Potchefstroom (Afrique du Sud), où il obtient une licence, deux maîtrises (d'afrikaans et d'anglais) et un diplôme d'aptitude à l'enseignement.
Il poursuit ses études en littérature comparée en France (1959-1961), à Paris, à la Sorbonne, où il rencontre pour la première fois des étudiants noirs traités sur un pied d'égalité sociale avec les autres étudiants. Il prend alors conscience des effets néfastes de l'Apartheid sur ses concitoyens noirs.
Il revient ensuite en Afrique du Sud, où il devient assistant, maître-assistant puis maître de conférences en littératures afrikaans et hollandaise, à l'université Rhodes à Grahamstown.
À l'occasion d'un second séjour en France, de 1967 à 1968, il durcit sa position contre la politique de l'Apartheid.
En 1975, il devient docteur ès lettres de l'université Rhodes, puis en 1985 docteur honoris causa ès lettres de l'université du Witwatersrand à Johannesbourg. 
De 1980, année où il obtient le prix Médicis, à 1990, il est professeur d'anglais à Rhodes, et à partir de 1991, il est professeur d'anglais à l'université du Cap.
En juillet 1985, il refuse d'obéir à un amendement à la loi de Défense qui permet de rappeler sous les drapeaux les hommes jusqu'à l'âge de cinquante-cinq ans.

« J'ai informé les autorités militaires que je refuserais de subir tout entraînement ou de servir dans l'armée à quelque poste que ce soit. Quelle que soit la peine encourue, je ne suis pas prêt à vivre et à mourir pour ce régime et ce système ; ils ne représentent pas l'Afrique du Sud que j'aime et que je respecte, et ils ne servent pas les idéaux et les valeurs auxquels je suis attaché en tant qu'écrivain et en tant qu'homme. »

— André Brink, traduit de l'anglais par Jean Guiloineau
Il meurt le 6 février 2015, dans un avion entre Amsterdam et Le Cap, alors qu'il vient d'être nommé docteur honoris causa de l'Université catholique de Louvain en Belgique.

## Œuvres
André Brink ayant écrit la plupart de ses œuvres à la fois en afrikaans et en anglais, les deux titres originaux sont systématiquement mentionnés dans ces deux langues.

### Romans et essais
- L'Ambassadeur (Die Ambassadeur, 1964, File on a Diplomat, 1967, réédition sous le titre The Ambassador, 1985)
- Au plus noir de la nuit (Kennis van die Aand, 1973, Looking on Darkness, 1974)
- Un instant dans le vent (‘n Oomblik in die wind, 1976, An Instant in the Wind, 1978)
- Rumeurs de pluie (Gerugte van reën, Rumours of Rain, 1978)
- Une saison blanche et sèche (‘n Droë wit Seisoen, A Dry White Season, 1979)
- Un turbulent silence, 1982
- Une chaine de voix (Houd-den-beck, A Chain of Voices, 1982)
- Sur un banc du Luxembourg : essais sur l’écrivain dans un pays en état de siège (Mapmakers : Writing in a State of Siege, 1983)
- Le Mur de la peste (Die muur van die pes, 1983, The Wall of the Plague, 1984)
- États d’urgence : notes pour une histoire d’amour (States of Emergency, 1988)
- Un acte de terreur (An Act of Terror, 1991)
- Adamastor (The First Life of Adamastor, 1993)
- Tout au contraire (On the Contrary, 1994)
- Les Imaginations du sable (Sandkastele, 1995, Imaginings of Sand, 1996)
- Retour au Luxembourg. Littérature et politique en Afrique du Sud (1982-1998) (Reinventing a Continent, 1998), essais, préface de Nelson Mandela
- Le Vallon du Diable (Devil’s Valley, 2000)
- Les Droits du désir (The Rights of Desire, 2000)
- Au delà du silence, Stock, 2003
- L'Insecte missionnaire, 2006
- L'amour et l'oubli, 2006
- La porte bleue, 2007
- Dans le miroir suivi de Appassionata , 2009
- Mes bifurcations, mémoires (A Fork in the Road, 2007), 2008
- Philida, 2014

### Traductions
André Brink a traduit en afrikaans les auteurs suivants (entre autres) : Saint-Exupéry, Shakespeare, Cervantes, Lewis Carroll, Georges Simenon, Albert Camus, Marguerite Duras.

## Distinctions
- 1965, 1978, 1982 : Central News Agency Literary Award (plus important prix littéraire sud-africain)
- 1970 : Prix de traduction de l'Académie sud-africaine des sciences et des arts
- 1976, 1978 : second nommé pour le Booker Prize (équivalent anglais du Prix Goncourt)
- 1980 : prix Médicis étranger pour Une saison blanche et sèche et Martin Luther King Memorial Prize pour la version anglaise du roman. Ce livre lui vaut une reconnaissance mondiale mais est censuré en Afrique du Sud
- 1982 : Chevalier de la Légion d'honneur[réf. souhaitée][3]
- 1987 : Officier de l'ordre des Arts et des Lettres
- 2 février 2015 : Docteur honoris causa de l'Université Catholique de Louvain[4]

### Adaptation cinématographique
- Une saison blanche et sèche (A Dry White Season, 1989), réalisé par Euzhan Palcy

### Filmographie
- (en + fr) André Brink, the Rebel African / André Brink : l'Africain, film documentaire réalisé par Jean-Marc Giri et Jean-Marc Bouzou, Arte vidéo, ADAV, Paris, 2010, 51 min (DVD)